# E-10 (航空機)
E-10は、米ボーイング社とノースロップ・グラマンが計画したマルチセンサー指揮管制機 (MC2A; Multi-Sensor Command and Control Aircraft)。旧式化したE-3 セントリー、E-8 ジョイントスターズ、RC-135シリーズの代替として、2003年に開発が開始された。しかし、2007年に開発計画は中止された。

## 開発経緯
原型機ボーイング367-80を祖とするC-135/C-137シリーズは、派生型であるボーイング707旅客機を含め軍民双方に大量に使用された傑作機である。軍用機で最も生産された、KC-135以外にも、電子偵察機のEC-135、ボーイング707から改造された早期警戒管制機のE-3Cセントリー、E-8 Joint STARSなど多数の派生機が存在している。しかし、ボーイング367-80の初飛行は1954年のことであり、軍用型の生産も1991年に終了しているなど、老朽化やスペースの狭さなどの問題から、後継機種としてボーイング767-400ERを開発母体として、電子戦・管制機の開発ベースとなるMC2Aが計画され、2003年にノースロップ・グラマン、ボーイング、レイセオンから成るMC2Aチームに、プレSDD（システム開発・実証）機開発のための2.15億ドルの契約が授与され開発が開始された。ところが2006年1月、国防予算縮小のあおりを受けて追加予算を確保できなくなり、2007年には2010年進空予定の実証機を製造するに留め、量産計画は中止されることになった。後に、この実証機の計画も放棄され、機器搭載の予定だった機体は2009年にバーレーンへVIP機として売却されている。

## その後

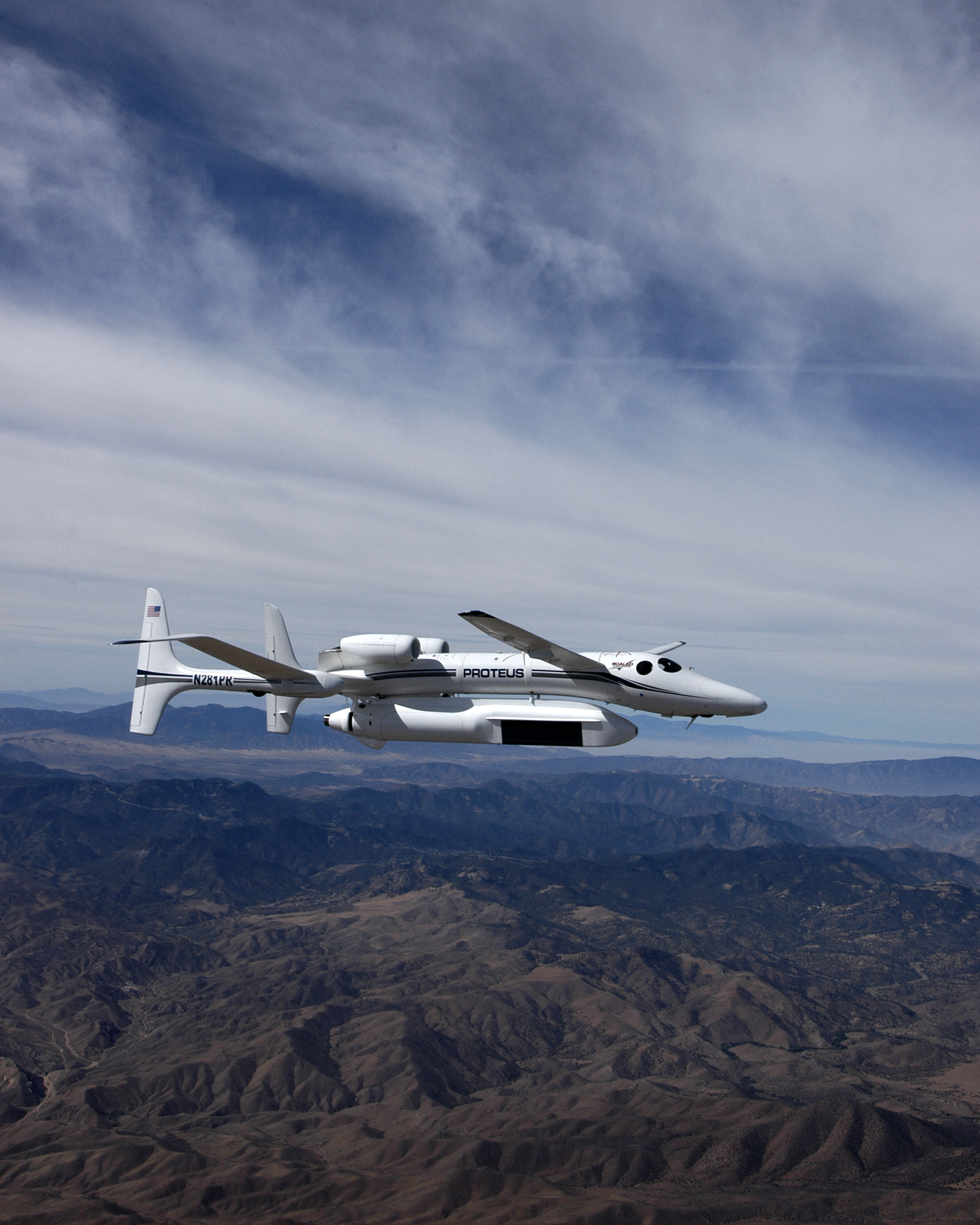
スケールド・コンポジッツ プロテウスに搭載してテスト中のMP-RTIPレーダー

開発中止後、E-10のために開発された各種技術はE-3、E-8及びRC-135を改良するために活かされることとなった。E-10自体の開発は中止されたものの、搭載するMP-RTIPレーダーは開発が続けられ、小型化したものがAN/ZPY-2としてグローバル・ホーク ブロック 40に搭載されたほか、E-8へもAN/APY-7としての搭載が検討されていた。

## 機体
E-10は、主契約者をノースロップ・グラマン社とし、MP-RTIP (Multi-Platform Radar Technology Insertion Program、多重プラットフォーム・レーダー技術挿入プログラム) (en)と呼ばれる空地両用のアクティブフェーズドアレイレーダーを搭載する計画であった。MP-RTIPレーダーは、E-10の機体下部に設けたカヌー型レドームに納められ、空中移動目標表示機能 (Air Moving Target Indication, AMTI) 及び陸上移動目標表示機能 (Ground Moving Target Indication, GMTI) を持つ。捜索履域は、空域で509 km四方、地上で426 km四方の性能を持つ。また、スパイラル2ではMESAレーダーの派生型が背部上面に、スパイラル3からはRC-135の機能を引き継ぐSIGINTセンサーが搭載されるはずであった。

## 派生型
E-10Aには、用途によって次のような派生機が計画されていた。いずれも量産はされないことになった。
スパイラル 1
E-8 Joint STARS後継機。制式化されればE-10Aとなる予定であった。
スパイラル 2
E-3Cセントリー後継機。制式化されればE-10Bとなる予定であった。
スパイラル 3
EC-135(en)やRC-135などSIGINT任務機の後継機。制式化されればE-10Cとなる予定であった。

## 仕様
出典：「軍事研究」2007年5月号p.141
- 乗員： 27名（操縦員 2名、機器操作要員 25名）
- 全長： 61.4 m
- 翼幅： 51.9 m
- 全高： 16.9 m
- 最大離陸重量： 20,4120 kg
- 巡航速度： 930 km/h
- 航続時間： 11.5時間
- 実用上昇限度： 11,580 m